# Caapucú
Caapucú es uno de los distritos del noveno Departamento de Paraguarí. Se encuentra, aproximadamente, a 141 km al sur de Asunción, capital de la República del Paraguay. Caapucú es la única ciudad del departamento donde la mayoría de sus pobladores tiene ascendencia o rasgos de la población limítrofe, de origen litoraleño. En Caapucú 9 de cada 10 habitantes posee algún pasado genealógico de Corrientes, así como inmigrantes de origen italiano, británicos y portugueses que han ido llegando a lo largo de historia de este distrito. Fue el lugar donde pasó sus últimos años de vida Mariano Antonio Molas, prócer de la independencia de Paraguay.
Destaca en materia ganadera y en los últimos años ha desarrollado también un importante crecimiento en cultivos de cereales, principalmente el arroz, ya que en la zona suroeste del distrito el 70% de sus tierras es pantanal virgen, aptas para cultivo de cereales y algas medicinales. Esta ciudad se sitúa sobre la Ruta PY01.

## Historia
Fue fundada en el año 1787 por Pedro de Melo de Portugal, y antiguamente se hallaba ubicada en donde actualmente está la compañía Capilla Tuyá (Capilla Vieja). Es el distrito más extenso del departamento, ubicado al sur del mismo. Se encuentra separado del octavo Departamento de Misiones por el río Tebicuary. 
Acunada entre valles y serranías, es conocida como la ciudad del altiplano o también como el portal al sur de Paraguay. Todavía se pueden observar en Caapucú viviendas coloniales que conservan sus estilos, tan propios del Paraguay de antaño. Se puede observar aún la casa Stewart (a un costado de la iglesia) de estilo europeo, mandada construir por una familia de origen británico, y donde vivió uno de los excombatientes gloriosos de la guerra del Chaco, el Mayor Wilfrido Stewart.

## Geografía
El distrito de Caapucú tiene 2.294 km², de extensión territorial. El distrito de Caapucú, se encuentra situado en el extremo sur del Departamento de Paraguarí. La topografía del distrito se caracteriza por una sucesión de serranías, grandes colinas, lagos, praderas, pantales. Tiene varias compañías como Montiel Potrero, Charará Capilla Tuya, Capillita, Ypucu, Colonia Cnel. Mongelos, Curucau, Vera Loma, Tapé Guazú, Yere, entre otras.
Limita al norte con Quiindy; al sur con el Departamento de Misiones, separado por el Río Tebicuary; al este con el Departamento de Misiones y Quyquyhó; al oeste con el Departamento de Ñeembucú.
El distrito de Caapucú se encuentra regado por las aguas del Río Tebicuary y por los siguientes arroyos: Camalotes, Arroyo Fleitas En este distrito también se encuentra la Laguna Verá.

## Economía
Es una zona preferentemente ganadera. Sus habitantes se dedican principalmente a la cría de ganado vacuno, ovino, porcino y equino. 
La actividad agrícola está orientada principalmente a la producción para el consumo propio de su población. Así se cultiva la caña de azúcar, además uvas, algodón, B y árboles frutales como la naranja, mandarina y piña (en menor escala). Igualmente, la zona regada por el Río Tebycuary, es apta para la pesca.
Entre otras de las actividades económicas del distrito se encuentran las industrias de calzados, comercios de ramos generales y talleres de artesanía como tallado en madera, confección de prendas de vestir en “aó po´í”, “encaje ” y trabajos sobre cuero. La ganadería y la agricultura, es la fuente principal de trabajo y de provisiones de esta pintoresca ciudad. 

## Infraestructura

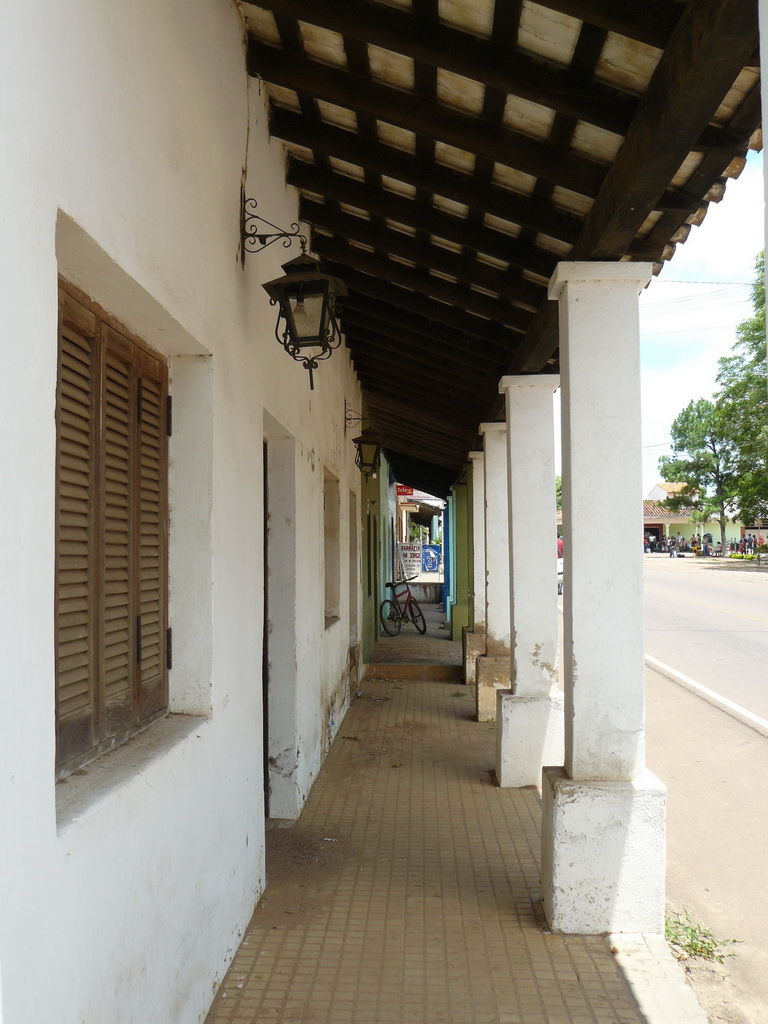
Recova de una antigua casona en Caapucú.

La Ruta PY01 es la principal vía asfaltada que cruza gran parte del Distrito de Caapucú, y es la ruta que lo conecta con la capital del país, Asunción, y con otras localidades del departamento, así como con el Dpto. limítrofe de Misiones.
Los caminos internos son terraplenados y enripiados y unen los distritos entre sí, y otro camino también importante lo comunica con el pueblo de Quyquyhó, con el cual se mantienen fluidas relaciones comerciales.
Cuenta con los servicios telefónicos de Copaco y los de telefonía móvil, además de medios de comunicación como una radio que transmite en FM y el servicio de TV por cable en la ciudad. Asimismo, los principales diarios del país se distribuyen no solo en la ciudad, sino también a los distritos.
La ciudad cuenta con siete puestos de salud, siete clubes deportivos: Teniente 1º Alfonso Rojas, 14 de Mayo F.B.C., Cnel.Vicente Mongelós, Guaraní A.Franco F.B.C., Capillita F.B.C. Sport Colonial, cuatro juntas de saneamiento y un matadero municipal.
Para llegar a la ciudad, partiendo desde Asunción por la Ruta PY01 se llega a la capital departamental, se continúa por la misma ruta pasando por las ciudades de Carapeguá, San Roque y Quiindy hasta llegar a la ciudad de Caapucú a 142 km al sur de Asunción.
Caapucú se divide en los siguientes barrios: Central, Espíritu Santo, Sagrado Corazón, San Salvador, Santa Librada , San Roque , San Blas 

## Turismo

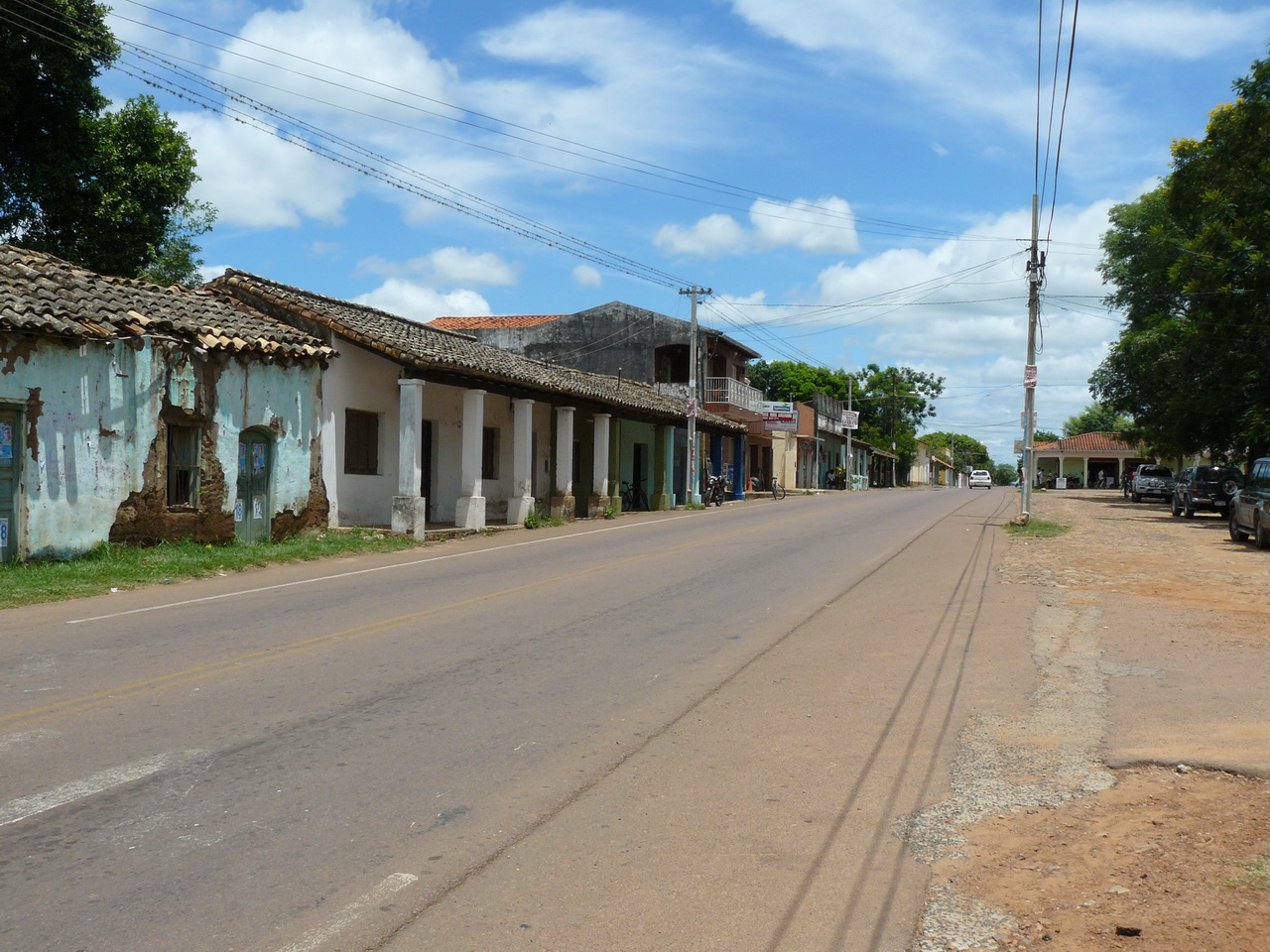
Casas coloniales a la vera de la ruta principal.

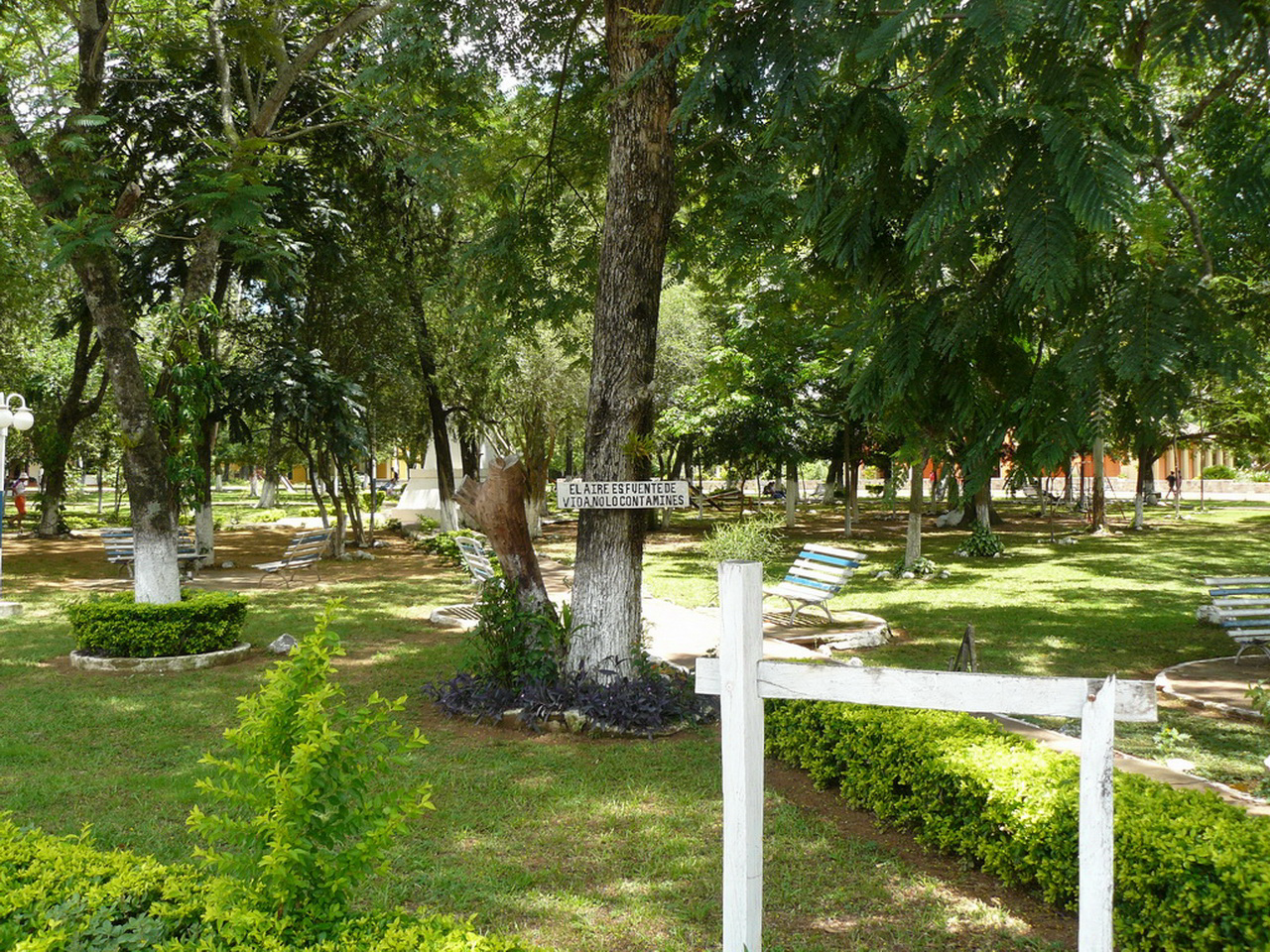
Tupida vegetación en la Plaza principal.

En primer lugar, un sitio destacado es la iglesia local, ubicada en el corazón mismo de la ciudad y que data de la época de los franciscanos, con estilo y reliquias de la época, dignas de admiración.
Además la ciudad posee varios arroyos, paradores, plazas y un rico Museo histórico denominado Casa-Museo-Oratorio Cabañas el cual está saliendo de la ciudad, en el km 154, a unos 13 km de la ciudad, por ruta I, antes de llegar a Villa Florida, en un sitio denominado "colonia J.Saldivar" y la misma aún mantiene intacto el estilo del siglo XVII. Los orígenes de la antigua Alquería , conocida como el palacio de los Cabañas, datan de fines del siglo XVII. El cronista jesuita Pedro Lozano la menciona durante la revolución comunera: José de Castro situó allí sus baterías para enfrentar el ejército de indios misioneros de Baltasar García Ros y en sus cercanías tuvo lugar, en agosto de 1724, una cruenta batalla entre comuneros y realistas. Su entonces propietario, el Maestre de Campo General y Tte. de Oficiales Reales Don Phelipe Cavañas, defendía el partido real y en ese momento estaba asilado en el Convento de San Francisco de Asunción, falleciendo poco tiempo después.  Posteriormente el mismo Belgrano estuvo ocupando este sitio después de su fracaso en la batalla de Cerro Porteño. En este sitio se pueden ver imágenes y reliquias de la época y de un gran valor histórico-cultural.
```
El lugar denominado San Blas del Norte se convirtió en cantera ya que se extraían y se extraen piedras desde aproximadamente el año 1967 para su utilización en el proceso de asfaltado de esta parte de la ruta I, como de gran parte del departamento, lo cual acentúa su valor histórico-patrimonial.
```

Un atractivo turístico de gran importancia de Caapucú son sus playas de arena blanca sobre el río Tebicuary, este sitio es denominado "Punta Arena" y se encuentra situado del lado norte del río Tebicuary, es decir lado Asunción. El balneario municipal, mantenido en buenas condiciones, permite disfrutar a plenitud de una de las mejores playas del país.
Otro atractivo es la Fiesta Patronal de Caapucú, en la cual se venera a la Santa Patrona Virgen del Rosario, cuyo día se celebra el 7 de octubre de cada año. En la ocasión se desarrolla un extenso programa que consta de una parte sacra y otra profana. En la parte profana, se mantienen las tradiciones de organizar fiestas bailables, corridas de toros, ferias y parques de diversiones, carreras de caballos y últimamente las jineteadas, de la cual participan jinetes locales y delegaciones invitadas de ciudades amigas. Generalmente estas fiestas son muy concurridas.
La fundación de la ciudad se conmemora el 15 de agosto con fiestas populares, desfiles estudiantiles y competencias deportivas. Anualmente se desarrolla Expo Integral Caapucú en el mes de octubre. (actualmente en pausa este eventos, pero próximamente a ser reactivado. En época de la Semana Santa, también Caapucú es muy visitado por propios y extraños, porque aún se mantienen muchas tradiciones dentro de las celebraciones religiosas.